# Jeff Goldblum
Jeffrey Lynn Goldblum (West Homestead, Pensilvania, 22 de octubre de 1952), más conocido como Jeff Goldblum, es un actor y músico estadounidense. Su carrera comenzó con la película Death Wish (1974) donde interpretaba a un maleante y desde entonces se ha destacado en películas taquilleras como La mosca (1986), Parque Jurásico (1993), Independence Day (1996),  El mundo perdido (1997), Jurassic World: el reino caído (2018), entre otras. Entre 2009 y 2010 interpretó al detective Zach Nichols en la serie Law & Order: Criminal Intent. En 1996 fue nominado a los Premios Óscar por su dirección en el cortometraje Little Surprises.

## Primeros años
Jeff Goldblum nació en las afueras de West Homestead, Pensilvania. Su padre, Harold L. Goldblum, era doctor e inculcó a sus hijos una educación estricta basada en la ortodoxia judía de origen bielorruso, aunque promovió las inquietudes artísticas dentro de la familia. Su madre, Shirley S. Temeles, era locutora de radio y más tarde dueña de una empresa de electrodomésticos y equipos de cocina, y contaba con ascendencia telugu. Tiene dos hermanos: Pamela (actriz) y un hermano mayor, Lee (empleado del estado). Otro de sus hermanos, Rick, murió de una enfermedad de riñón a los veintitrés años de edad, cuando Jeff tenía diecinueve. Su familia es de origen judío, pertenecientes a una sinagoga ortodoxa; su abuelo paterno, Josef Povartzik (quien cambió su apellido a Goldblum), emigró de Minsk, Imperio ruso, en 1911, y su abuelo materno, Samuel Louis Temeles, emigró de Złoczów, Imperio austrohúngaro, en 1910. Goldblum tuvo un Bar Mitzvah en su adolescencia.
Sus padres tenían interés en la industria del espectáculo. A los 17 años, Goldblum se mudó a Nueva York para convertirse en actor. Trabajó en el teatro y estudió actuación en el renombrado Neighborhood Playhouse bajo la dirección del entrenador de actores Sanford Meisner. Hizo su debut con un pequeño papel en la obra musical de Shakespeare Los dos hidalgos de Verona y desde entonces trabajó con continuidad, obteniendo papeles en diferentes obras de Broadway durante cuatro años, antes de llegar al cine. Participó en una producción cómica llamada El grande de Coca-Cola y allí fue descubierto por el director Robert Altman, que le ofreció trabajar, a mediados de los setenta, en California Split (1974) y Nashville (1975). Su debut en el cine fue interpretando a un matón en Death Wish (1974). Además es un habilidoso pianista de jazz y declaró que si no hubiese sido actor, se hubiese dedicado profesionalmente a la música.[cita requerida]

## Carrera

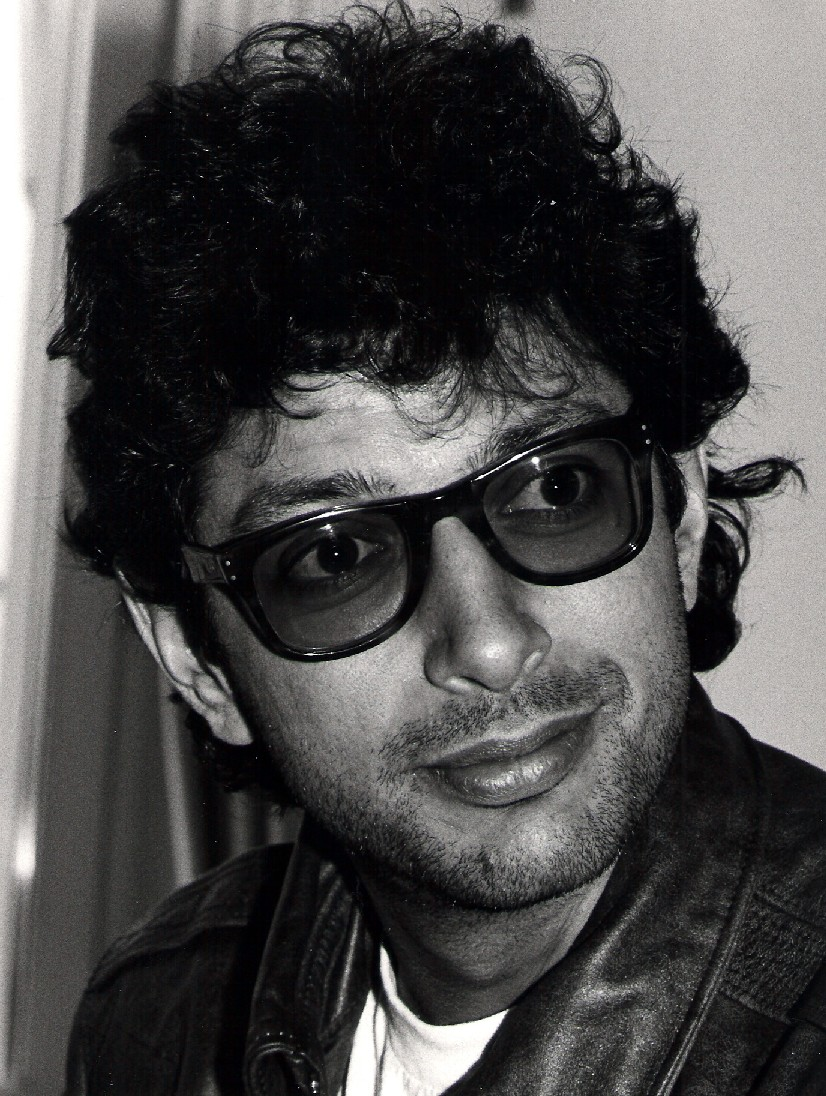
Jeff Goldblum en marzo de 1985.

La década de los años 1980 estuvo cargada de proyectos para este actor, y entre los largometrajes destacados se encuentran Reencuentro (1983), de Lawrence Kasdan, y La mosca (1986), de David Cronenberg; y también algunos sonados fracasos como Las chicas de la Tierra son fáciles. En esta época mantuvo una turbulenta relación con la actriz Geena Davis, con quien llegó a casarse, pero al poco tiempo se divorció (con anterioridad Goldblum había estado casado con la coprotagonista de Reencuentro, Patricia Gaul). También tuvo una relación con su compañera de reparto de Parque Jurásico (1993), la actriz Laura Dern, que interpretaba el papel de la paleobotánica Ellie Sattler, aunque el idilio fue breve. En noviembre de 2014 se casó con Emilie Livingston, una exgimnasta olímpica treinta años menor que él, y en julio de 2015 dio a luz a su hijo, Charlie Ocean, con lo que Goldblum se convirtió en padre por primera vez con sesenta y dos años.
Es un actor comprometido con las causas ecologistas, y también colabora con asociaciones caritativas. Le apasiona la música jazz y durante algún tiempo formó parte de una banda; también enseña en la Playhouse West y la Acting School en Los Ángeles. 
Entre algunos trabajos poco comunes para un actor se encuentra la locución de los anuncios destinados al mercado estadounidense de la empresa informática Apple, incluyendo sus iMac e iBook, los anuncios estadounidenses de la empresa automotriz Toyota, así como de los productos de cuidado facial de la multinacional Procter & Gamble.
De 2009 a 2010 Goldblum participó en la serie de televisión Ley y Orden: Acción Criminal, cubriendo el rol del detective Zach Nichols.

## Filmografía
- 1974 Death Wish - Asesino n.º 1
- 1974 California Split - Lloyd Harris
- 1975 Nashville - Tricycle Man
- 1976 Special Delivery - Snake
- 1976 St. Ives - Encapuchado n.º 3
- 1976 Next Stop, Greenwich Village - Clyde Baxter (Charlie Biletnikoff)
- 1977 Annie Hall - Invitado a fiesta de Lacey
- 1977 Between the Lines - Max Arloft
- 1977 The Sentinel - Jack
- 1978 Thank God It's Friday - Tony Di Marco
- 1978 Invasion of the Body Snatchers - Jack Bellicec
- 1980 Tenspeed and Brown Shoe (serie de TV) Lionel Whitney
- 1981 Threshold - Aldo Gehring
- 1983 The Right Stuff - Reclutador
- 1983 The Big Chill - Michael Gold
- 1984 The Adventures of Buckaroo Banzai Across the 8th Dimension - New Jersey
- 1984 Terror in the Aisles (documental) - Jack Bellicec (imágenes de archivo)
- 1985 Transylvania 6-5000 - Jack Harrison
- 1985 Silverado - "Slick" Calvin Stanhope
- 1985 Into the Night - Ed Okin
- 1986 La mosca - Seth Brundle
- 1986 The Ray Bradbury Theater (episodio The Town Where No One Got Off) - Cogswell
- 1987 Beyond Therapy - Bruce
- 1988 El misterio de la pirámide del oro - Nick Deezy
- 1988 Earth Girls Are Easy - Mac
- 1989 The Tall Guy - Dexter King
- 1990 El sueño del mono loco - Dan Gillis
- 1990 Mister Frost - Mr. Frost
- 1990 Dos artistas... en falsificar (película de TV) - Wiley
- 1990 El capitán Planeta y los planetarios (serie de TV) Verminous Skumm
- 1991 The Favour, the Watch and the Very Big Fish - Pianista
- 1992 Shooting Elizabeth - Howard Pigeon
- 1992 The Player - él mismo
- 1992 Fathers & Sons - Max
- 1992 Deep Cover - David Jason
- 1993 Lush Life - Al Gorky
- 1993 Jurassic Park - Dr. Ian Malcolm
- 1995 Hideaway - Hatch
- 1995 Nine Months - Sean Fletcher
- 1995 Powder - Donald Ripley
- 1996 Independence Day - David Levinson
- 1996 The Great White Hype - Mitchell Kane
- 1996 Mad Dog Time - Mickey Holliday
- 1997 El mundo perdido: Parque Jurásico II - Dr. Ian Malcolm
- 1998 El príncipe de Egipto - Aarón (voz)
- 1998 Welcome to Hollywood - él mismo
- 1998 Holy Man - Ricky Hayman
- 2000 Auggie Rose -  John Nolan
- 2000 Chain of Fools - Avnet
- 2001 Punto de mira - Herbert Biberman
- 2001 Como perros y gatos - Professor Brody
- 2001 Perfume - Jamie (también productor ejecutivo)
- 2002 Run Ronnie Run! - él mismo (sin acreditar)
- 2002 Igby Goes Down - D.H.
- 2003 Dallas 362 - Bob
- 2003 Spinning Boris - George Gorton
- 2003 Crank Yankers (serie de TV) - Professor Fermstein
- 2003 Friends -
- 2004 Incident at Loch Ness - Invitado a fiesta
- 2004 The Life Aquatic with Steve Zissou - Allistair Hennessey
- 2005 Will & Grace (serie de TV) Scott Woolley
- 2006 Mini's First Time - Mike Rudell
- 2006 Fay Grim - Agente Fullbright
- 2006 Pittsburgh - él mismo (también productor)
- 2006 Man of the Year - Stewart
- 2007 Raines (serie de TV) Michael Raines
- 2009 Adam Resurrected - Adam Stein
- 2009 Law & Order: Criminal Intent (serie de TV) Zack Nichols
- 2010 Morning Glory - Jerry Barnes
- 2010 The Switch - Leonard
- 2010 Glee - Hiram Berry
- 2013 Le Week-End - Morgan
- 2014 The Grand Budapest Hotel - Subdirector Kovacs.
- 2015 Mortdecai - Krampf
- 2015 Call of Duty: Black Ops 3 - Nero Blackstone
- 2016 Independence Day: Resurgence - David Levinson
- 2017 Thor: Ragnarok - Grandmaster
- 2018 Jurassic World: El reino caído - Dr. Ian Malcolm
- 2018 Isla de perros - Duke (voz)
- 2018 Hotel Artemis - Niagara
- 2018 The Mountain - Dr. Wallace Fienne
- 2019 Happy! (serie de TV) - Dios
- 2019 El mundo según Jeff Goldblum (serie documental) - conductor
- 2021 The Boss Baby: Family Business - Dr. Armstrong (Voz)
- 2021 What If...? (serie de TV) - Grandmaster
- 2022 Search Party (serie de TV) - Tunnel Quinn
- 2022 Jurassic World: Dominion - Dr. Ian Malcom
- 2023 Asteroid City - El Alien[10]
- 2024 Kaos (serie de TV) - Zeus
- 2024 Wicked - El Mago de Oz, Oscar Diggs

## Discografía

### Jeff Goldblum & The Mildred Snitzer Orchestra

#### Discos de estudio
| Título                          | Detalles                                                                                               |
| ------------------------------- | --- |
| The Capitol Studios Sessions    | - Fecha de publicación: 9 de noviembre de 2018 - Sello: Decca - Formatos: CD, vinilo, descarga digital |
| I Shouldn't Be Telling You This | - Fecha de publicación: 1 de noviembre de 2019 - Sello: Decca - Formatos: CD, vinilo, descarga digital |

## Teatro
- Seminar (2011)
- The Pillowman (2005)
- The Play What I Wrote (2003)
- The Moony Shapiro Songbook (1981)
- Two Gentlemen of Verona (1973)
- The Exonerated
- City Sugar
- El Grande de Coca Cola
- The Prisoner of Second Avenue

## Premios y distinciones
Premios Óscar
| Año  | Categoría          | Película         | Resultado |
| ---- | ------------------ | ---------------- | --------- |
| 1996 | Mejor cortometraje | Little Surprises | Nominado  |

Nickelodeon Kids' Choice Awards
| Año  | Categoría        | Trabajo nominado                                  | Resultado |
| ---- | ---------------- | ------------------------------------------------- | --------- |
| 2025 | Villano favorito | Su papel como El maravilloso mago de Oz en Wicked | Nominado  |